# 117704 Lopez-Alegria
117704 Lopez-Alegria este o planetă minoră (asteroid) din centura de asteroizi. A fost descoperită pe 12 martie 2005 la Observatorul Național Kitt Peak de Marc Buie⁠(d). 
Obiectul prezintă o orbită caracterizată de o semiaxă mare de 2,5181709050892 UAi, o excentricitate de 0,088690205514423, o înclinație de 2,6414760551093 ° în raport cu ecliptica.